# スペース・トラッカー
『スペース・トラッカー』（原題：Space Truckers）は、1996年製作、1997年公開のアメリカ、イギリス、アイルランド合作映画。

## 概要
アメリカのハイウェイを突っ走る大型トレーラーそっくりのキッチュな宇宙トラック(輸送船)が楽しい、SFアドベンチャー映画。中身の伏せられた積み荷コンテナ(実は殺人ロボット「バイオ・メカニカル・ウォーリアー」の大群)の運搬を引き受け、それを巡る巨大な陰謀に巻き込まれたベテラン宇宙トラッカー、ウェイトレス、若手トラッカーの3人の冒険と活躍を描く。
主演には映画『イージー・ライダー』で監督と副主人公役を務めたデニス・ホッパー。スタッフ陣には、セクシー女性ロボットのイラストで有名な空山基や、特殊メイク職人としてハリウッドで活躍するスクリーミング・マッド・ジョージ、その他韮沢靖等の一流日本人クリエイターたちが参加している。
なお、トラックそっくりの宇宙船だが、宇宙船らしい装備も細部まで作られている。

## 製作会社
- 製作：ゴールドクレスト・フィルムズ・インターナショナル、ア・ピーター・ニューマン/インテラル・プロダクション
- 協力：メアリー・ブリーン＝ファレリー・プロダクションズ

## スタッフ
- 監督：スチュアート・ゴードン
- ストーリー：スチュアート・ゴードン、テッド・マン
- 脚本：テッド・マン（英語版）
- 製作総指揮：ガイ・コリンズ、スティーヴン・ケイ
- プロデューサー：ピーター・ニューマン、グレッグ・ジョンソン、テッド・マン、スチュアート・ゴードン、メアリー・ブリーン＝ファレリー
- 副プロデューサー：モーガン・オサリヴァン
- ラインプロデューサー：アレックス・デ・グランウォルド
- 音楽
  - 作曲、指揮、オーケストレーション、エレクトロニカ：コリン・タウンズ
  - 音楽スーパーヴァイザー：J・スティーヴン・ソウルズ
  - 演奏：ミュンヘン交響楽団
- 撮影監督：マック・アールバーグ
- 編集：ジョン・ヴィクター＝スミス、アンディー・ホーヴィッチ
- キャスティング：ハイディ・リーヴィット、ジョン・ハバード、ロス・ハバード
- プロダクションデザイナー：サイモン・マートン
- スーパーヴァイジング・アート・ディレクター：ウィリアム・アレグザンダー
- アートディレクション：サイモン・ラモント
- セット装飾：マルコーム・ストーン
- 衣装デザイン：ジョン・ブルームフィールド、アン・ブルームフィールド
- メイクアップ
  - メイクアップ担当部署ヘッド：マイク・ミーシマー
  - 特殊メイクアップ効果アーティスト：マーク・アルフリー、リズ・ディーン、ロブ・ヒンダースタイン、スコット・オオシタ
  - 特殊メイクアップ効果：グレッグ・キャノム
  - メイクアップ効果アーティスト：キース・ヴァンダーラーン
  - ヘアスタイリスト：ブリッド・ブロードベリー、バーナデット・ドゥーリー、アン・ダン、ジョーン・ヒルズ、コナー・マカリステアー
  - メイクアップ・アーティスト：ティナ・フェラン
  - アシスタント・メイクアップ・アーティスト：フィオナ・ホウガン
- プロダクションマネージャー：ポール・マン
- コンセプチュアル・アーティスト：ロン・コッブ、バーニー・ライトソン、韮沢靖
- 特殊&視覚効果スーパーヴァイザー：ブライアン・ジョンソン、ポール・ジェントリー
- バイオ・メカニカル・ウォーリアー特殊効果デザイナー：スクリーミング・マッド・ジョージ
- メカニカル・デザイナー(バイオ・メカニカル・ウォーリアーのデザイン)：空山基
- アクション・コーディネーター、スタント・スーパーバイザー：坂本浩一

## 日本語版スタッフ
- 字幕翻訳：林完治
- 吹替演出：小川利夫
- 吹替翻訳：瀬谷玲子

## キャスト
- ジョン・キャニオン：デニス・ホッパー(声：大木民夫)
- マイク・プッチ：スティーヴン・ドーフ(声：宮本充)
- シンディー：デビー・メイザー(声：湯屋敦子)
- ケラー：ジョージ・ウェント(声：相沢正輝)
- ミスター・カット：ヴァーノン・ウェルズ(声：中田和宏)
- キャロル：バーバラ・クランプトン
- E・J・サッグス：シェイン・リマー（英語版）(声：小島敏彦)
- ネイベル博士/マカヌード船長：チャールズ・ダンス(声：田原アルノ)
- 騎兵の士官：ティム・ローン（英語版）
- 騎兵：イアン・ビーティー（英語版）
- ビルディングの司令官：オルウェン・フォーエア（英語版）
- 戦車のパトロール兵：ロジャー・グレッグ
- 技術リーダー：デニス・アキヤマ
- ブレイク(4号ヘリのパイロット)：シーマス・フラヴィン
- 3号ヘリの乗員：ジェイソン・オマラ
- ビッチン・ベティー(パッキーダム2000のコンピューター)の声：サンドラ・ディッキンソン（英語版）
- ジャッキー(ジョンに殴られる男)：グレアム・ウィルキンソン（英語版）
- メル：ショーン・ローラー
- ジェリー：ロニー・R・スミス
- デリア：キャロライン・パーディー＝ゴードン
- トミー：マイケル・G・ハガーティー
- アレックス：デイヴ・ダフィー
- トイレの女：アイリーン・ドゥロミー
- ミスター・ゼスティー：バーディー・スウィーニー
- 警官1：コナン・マラン
- 警官2：デイヴィッド・ギャンリー
- 警官3：オーウェン・コンロイ
- 黒の海賊：シルヴァン・ベイカー
- サム：ビリー・クラーク
- ルー：トーマス・マクローリン
- スカミー：パット・ラファン
- 太っちょのジャッカー：ジェリー・ウォルシュ
- リジッド：ヴィンセント・ウォルシュ
- バイオ・メカニカル・ウォーリアー：ユージェニー・ボンデュラント、フィンバール・モナハン、ジュリー・ダウリング、エンジェリン・モリソン、ボンギ・マクダーモット、スザンヌ・ギブソン、ナターシャ・バイラム、ブリジット・ライリー(クレジットなし)

## 主題歌
- ハイウェイ・ジャンキー
  - 作詞、作曲：クリス・ナイト、サム・テイト、アニー・テイト
  - 歌：クリス・ナイト

## 映像商品
- 1998年5月1日、字幕スーパー版、日本語吹替版の各VHSビデオソフトが発売された。販売元：エスピーオー。
- 1998年5月25日、メディアリングより、レーザーディスクが発売された。品番：MGLC-98106、JANコード：4989006983554。
- 2000年1月21日、国内盤DVDソフトが発売された。提供：日本ビクター/フジクリエイティブコーポレーション/メディアリング/エスピーオー、発売元：日本ビクター(株)、品番：JVBF 47012、JANコード：T4975769219979、税込定価：4,935円。